# Бахарудин Сиди
Бахарудин Сиди (малайск. Baharudin CD; 10 августа 1946, дер. Куала-Теланг, Куала-Липис — 6 апреля 2018, Куантан) — малайзийский писатель. Псевдоним. Наст. имя Мохд. Бахарудин Мохд. Сиди (малайск. Mohd Baharudin Mohd Sidi).

## Краткая биография
Окончил школу Клиффорда в Куала-Липисе (Паханг). Высшее образование получил в Университете Малайя. В 1979-е гг. работал журналистом в газетном тресте «Утусан Мелайю». В 1986-1995 гг. был пресс-секретарем будущего премьер-министра Наджиба Тун Разака, когда тот был министром по делам молодежи и спорта и министром обороны. Скончался от пневмонии. Похоронен на мусульманском кладбище  Букит-Секилау (Куантан) .

## Творчество
Начал писать в конце 1970-х гг. Опубликовал три повести и несколько сборников рассказов. Все они посвящены повседневной жизни простых людей. В 1970-80-е гг. активно печатался в центральных газетах Малайзии. Лучшая из повестей «Стутуя при заходе солнца», изданная в 1978 г., выдержала восемь изданий . В 2008 г. выступил редактором антологии стихов поэтов Паханга «Переселение пилигримов» . Некоторые рассказы писателя включены в список обязательной литературы для школьников.

## Награды
- Победитель конкурса на лучшую повесть по случаю Дня учителя (1976, Arca Berdiri Senja);
- Премия Фонда Сабаха за лучшую повесть (1982, Sesudah Fajar Sebelum Senja)[5].

## Семья
- Cупруга Fauziah Abdul Hadi, 5 детей.

## Избранные труды

### Повести
- Balada Orang Bercinta. Kuala Lumpur: Utusan Publications & Distributors Sdn Bhd., 1978.
- Arca Berdiri Senja. Kuala Lumpur: Utusan Publications & Distributors Sdn Bhd., 1978.
- Sesudah Fajar Sebelum Senja. Kuala Lumpur: Sarjana Enterprise, 1982.

### Сборники рассказов
- Rembang Bunga Ranjang. Kuala Lumpur: Karya Publishing House, 1978.
- Simfoni cinta pertama. Kuala Lumpur: Sarjana Enterprise, 1981.
- Perjalanan Pertama. Kuala Lumpur: Sarjana Enterprise, 1982.
- Hanya ada setitis kenangan. Kuala Lumpur: Penerbitan PENA, 1987.
- Maafkan aku, Ratna. Kuala Lumpur: Penerbitan PENA, 1987.
- Doa Kerana Kebenaran. Kuala Lumpur: Dewan Bahasa dan Pustaka, 1993.